# دونالد أ. بونير
دونالد أ. بونير هو سياسي أمريكي، ولد في 22 يونيو 1935 في رولاند (كارولاينا الشمالية) في الولايات المتحدة. نشط حزبياً في الحزب الديمقراطي. وقد انتخب عضو مجلس نواب كارولينا الشمالية ‏.